# Youssef Maleh
Youssef Maleh (en arabe : يوسف مالح), né le 22 août 1998 à Castel San Pietro Terme en Italie, est un footballeur italo-marocain jouant au poste de milieu central à l'Empoli FC, en prêt de l'US Lecce.

## Biographie
Youssef Maleh naît à Castel San Pietro Terme (province de Bologne) de parents marocains originaire de l’ancienne médina à Casablanca, qui ont immigrés en Italie en 1989.

### Carrière en club

#### Cesena FC et prêt (2016-2019)
Issu du centre de formation du Cesena FC, il intègre définitivement l'équipe A du Cesena FC le 1er juillet 2016. Il y dispute deux saisons avant d'être prêté le 16 janvier 2018, en Serie C au Ravenna Calcio entraîné par Mauro Antonioli.
Le 27 janvier 2018, il fait ses débuts avec Ravenna en Serie C contre le Teramo Calcio (match nul, 1-1). Le 10 février 2018, il reçoit sa première titularisation contre l'AJ Fano (défaite, 1-2). Il termine la saison 2017-2018 avec 32 matchs disputés et un but inscrit. Le 5 mai 2019, il marque son premier but avec Ravenna face à Imolese Calcio 1919 (match nul, 3-3).

#### Venise FC et prêt (2018-2021)
Le 31 juillet 2018, il s'engage pour deux saisons à Venise FC et est directement prêté à Ravenne FC en Serie C. Lors de la saison 2018-19, il dispute 21 matchs et marque un but en championnat amateur. En Coupe d'Italie il prend part à deux rencontres.
Le 31 août 2019, il fait ses débuts professionnels en Serie B avec le Venise FC face à Trapani Calcio (victoire, 1-0). Il marque son premier but dans l'avant dernier jour du championnat face à Juve Stabia. Lors de la saison 2019-2020, il dispute 28 matchs en Serie B et deux matchs en Coupe d'Italie. Youssef Maleh termine sa première saison au Venise FC à la treizième place du classement du championnat.
Lors de la saison 2020-21, il devient titulaire indiscutable au sein de l'effectif du Venise FC. Le 20 octobre 2020, il réalise une performance remarquable face à Delfino Pescara 1936, marquant un but et délivrant deux passes décisives (victoire, 4-0).

#### ACF Fiorentina et prêt (depuis 2021)
Le 21 janvier 2021, il signe un contrat de quatre saisons à l'ACF Fiorentina. Il est directement prêté au Venise FC jusqu'en juillet 2021. Il termine la saison à la cinquième place du classement de la Serie B en ayant disputé 29 matchs en championnat et 4 matchs en Coupe d'Italie.
En juillet 2021, il fait ses premières apparitions dans le centre d'entraînement de l'ACF Fiorentina. Le 13 août, il reçoit sa première titularisation avec l'ACF Fiorentina face à Cosenza Calcio à l'occasion de la Coupe d'Italie (victoire, 4-0). Il dispute 69 minutes avant de céder sa place à Gaetano Castrovilli. Le 22 août, il fait ses débuts officiels en Serie A en étant titularisé par Vincenzo Italiano face à l'AS Rome. Il dispute 46 minutes avant de devoir céder sa place à Gaetano Castrovilli, à la suite de choix tactiques de l'entraîneur, après que le gardien Bartłomiej Drągowski ait écopé d'un carton rouge à la 17e minute (défaite, 3-1). Il savoure sa première victoire en Serie A le 28 août, en entrant en jeu à la 85e minute à la place de Giacomo Bonaventura face au Torino FC (victoire, 2-1). Le 5 décembre 2021, il marque son premier but sous les couleurs de la Fiorentina à la 33e minute, sur une passe décisive de Nicolás González, à l'occasion d'un match de championnat face à Bologna FC (victoire, 2-3). Le 11 décembre 2021, il entre en jeu à la 79e minute à la place de Alfred Duncan face à l'US Salernitana 1919 et marque un but à la 90e minute (victoire, 4-0). Il termine la saison 2021-22 en ayant disputé 28 matchs, marqué deux buts et délivré trois passes décisives. Il dispute également cinq matchs de Coupe d'Italie en marquant un but et en délivrant une passe décisive. 
Le 14 août 2022, il dispute son premier match de la saison 2022-23 en étant titularisé face à l'US Cremonese sous Vincenzo Italiano. Il est remplacé à la 71e minute par Szymon Żurkowski (victoire, 3-2). Ayant disputé sept matchs en championnat et cinq en Ligue Europa Conférence, il est officiellement prêté à l'US Lecce pour la deuxième partie de saison. Le 4 janvier 2023, il dispute son premier match avec Lecce contre la Lazio Rome, remportant ainsi le match sur le score de 2-1. Quatre jours plus tard, il reçoit sa première titularisation contre le Spezia Calcio (match nul, 0-0). L'US Lecce termine ainsi la saison 2022-23 à la seizième place du classement de la Serie A. 

### Carrière internationale

#### Entre l'Italie et le Maroc (2020-2021)
Né en Italie mais d'origine marocaine, Youssef Maleh possède un double passeport. Le 3 septembre 2020, il fait ses débuts internationaux avec l'équipe d'Italie espoirs, à l'occasion d'un match amical face à la Slovénie espoirs sous l'entraîneur Paolo Nicolato (victoire, 2-1). Le 18 novembre 2020, il marque son premier but international face à la Suède espoirs à l'occasion de l'Euro espoirs (victoire, 4-1). Il est remplacé par Andrea Colpani à la 58e minute.
Le 26 août 2021, il figure officiellement sur la liste de Vahid Halilhodžić des joueurs sélectionnés avec équipe du Maroc pour les matchs de qualification à la Coupe du monde contre l'équipe du Soudan et de Guinée. Ne prenant pas part aux matchs, le sélectionneur entre en conflit avec le joueur et Youssef Maleh n'a plus été rappelé en sélection.

#### L'équipe du Maroc (depuis 2023)
Le 26 mai 2023, il sélectionné par le nouveau sélectionneur Walid Regragui et figure dans une liste de demi-finalistes de la dernière Coupe du monde. Il palie entre autres une absence d'Azzedine Ounahi et Selim Amallah pour deux matchs internationaux : face au Cap-Vert et l'Afrique du Sud,. Mis sur le banc lors du premier match contre le Cap-Vert (match nul, 0-0), il est titularisé dans le milieu de terrain dans le deuxième match contre l'Afrique du Sud, disputant 90 minutes aux côtés d'Imrân Louza et Abdelhamid Sabiri (défaite, 2-1).
En décembre 2023, il est présélectionné par Walid Regragui dans une liste de 55 joueurs pour disputer la CAN 2024 en Côte d'Ivoire.

## Style de jeu
Youssef Maleh est un milieu de terrain souple dans ses mouvements. Son poste principal est le milieu gauche, mais peut toutefois dépanner dans l'axe ou ailier gauche. Il possède une bonne qualité de frappe en dehors des 24 mètres. Concernant sa vitesse, il éprouve des difficultés à accélérer, notamment dans son couloir, bien qu'il ne soit pas spécialement lent balle au pied.

## Statistiques

### Statistiques détaillées
| Saison                | Club                  | Championnat           | Championnat | Championnat | Championnat | Coupe(s) nationale(s) | Coupe(s) nationale(s) | Coupe(s) nationale(s) | Compétition(s) continentale(s) | Compétition(s) continentale(s) | Compétition(s) continentale(s) | Compétition(s) continentale(s) | Autres compétitions | Autres compétitions | Autres compétitions | Autres compétitions | Maroc | Maroc | Maroc | Total | Total | Total |
| Saison                | Club                  | Division              | M.          | B.          | P.d.        | M.                    | B.                    | P.d.                  | Comp.                          | M.                             | B.                             | P.d.                           | Comp.               | M.                  | B.                  | P.d.                | M.    | B.    | P.d.  | M.    | B.    | P.d.  |
| 2017-2018             | Ravenna Calcio        | Serie C               | 9           | 0           | 0           | -                     | -                     | -                     | -                              | -                              | -                              | -                              | -                   | -                   | -                   | -                   | -     | -     | -     | 9     | 0     | 0     |
| 2018-2019             | Ravenna Calcio (prêt) | Serie C               | 23          | 1           | 0           | 2                     | 0                     | 0                     | -                              | -                              | -                              | -                              | -                   | -                   | -                   | -                   | -     | -     | -     | 25    | 1     | 0     |
| Sous-total            | Sous-total            | Sous-total            | 30          | 1           | 0           | 2                     | 0                     | 0                     | -                              | 0                              | 0                              | 0                              | -                   | -                   | -                   | -                   | -     | -     | -     | 32    | 1     | 0     |
| 2019-2020             | Venise FC             | Serie B               | 28          | 1           | 1           | 2                     | 0                     | 0                     | -                              | -                              | -                              | -                              | -                   | -                   | -                   | -                   | -     | -     | -     | 30    | 1     | 1     |
| 2020-2021             | Venise FC             | Serie B               | 29          | 4           | 4           | 4                     | 1                     | 2                     | -                              | -                              | -                              | -                              | -                   | -                   | -                   | -                   | -     | -     | -     | 33    | 5     | 6     |
| Sous-total            | Sous-total            | Sous-total            | 57          | 5           | 5           | 6                     | 1                     | 2                     | -                              | -                              | -                              | -                              | -                   | -                   | -                   | -                   | -     | -     | -     | 63    | 6     | 7     |
| 2021-2022             | ACF Fiorentina        | Serie A               | 28          | 2           | 3           | 5                     | 1                     | 1                     | -                              | -                              | -                              | -                              | -                   | -                   | -                   | -                   | -     | -     | -     | 33    | 3     | 4     |
| 2022-2023             | ACF Fiorentina        | Serie A               | 7           | 0           | 0           | -                     | -                     | -                     | C3                             | 5                              | 0                              | 0                              | -                   | -                   | -                   | -                   | -     | -     | -     | 12    | 0     | 0     |
| Sous-total            | Sous-total            | Sous-total            | 35          | 2           | 3           | 5                     | 1                     | 1                     | -                              | 5                              | 0                              | 0                              | -                   | 0                   | 0                   | 0                   | 0     | 0     | 0     | 45    | 3     | 4     |
| 2022-2023             | US Lecce (prêt)       | Serie A               | 17          | 0           | 0           | -                     | -                     | -                     | -                              | -                              | -                              | -                              | -                   | -                   | -                   | -                   | 1     | 0     | 0     | 18    | 0     | 0     |
| 2023-2024             | US Lecce              | Serie A               | -           | -           | -           | -                     | -                     | -                     | -                              | -                              | -                              | -                              | -                   | -                   | -                   | -                   | -     | -     | -     | 0     | 0     | 0     |
| Sous-total            | Sous-total            | Sous-total            | 17          | 0           | 0           | -                     | -                     | -                     | -                              | -                              | -                              | -                              | -                   | 0                   | 0                   | 0                   | 1     | 0     | 0     | 18    | 0     | 0     |
| Total sur la carrière | Total sur la carrière | Total sur la carrière | 139         | 8           | 8           | 13                    | 2                     | 3                     | -                              | 5                              | 0                              | 0                              | -                   | 0                   | 0                   | 0                   | 1     | 0     | 0     | 158   | 10    | 11    |

### En sélection italienne
Le tableau suivant liste les rencontres de l'équipe d'Italie des catégories des jeunes dans lesquelles Youssef Maleh a été sélectionné du 3 septembre 2020 au 18 novembre 2020.
| Catégorie      | Date             | Lieu               | Adversaire | Résultat | Minutes | Compétition                          | Buts | Passes | Capitaine | Club      |
| -------------- | ---------------- | ------------------ | ---------- | -------- | ------- | ------------------------------------ | ---- | ------ | --------- | --------- |
| Italie espoirs | 3 septembre 2020 | Lignano Sabbiadoro | Slovénie   | 2 – 1    | 45 min  | Match amical                         | 0    | 0      | Non       | Venise FC |
| Italie espoirs | 8 septembre 2020 | Kalmar             | Suède      | 3 – 0    | 45 min  | Éliminatoires de l'Euro espoirs 2021 | 0    | 0      | Non       | Venise FC |
| Italie espoirs | 12 novembre 2020 | Reykjavik          | Islande    | 1 – 2    | 1 min   | Éliminatoires de l'Euro espoirs 2021 | 0    | 0      | Non       | Venise FC |
| Italie espoirs | 15 novembre 2020 | Differdange        | Luxembourg | 0 – 4    | 3 min   | Éliminatoires de l'Euro espoirs 2021 | 0    | 0      | Non       | Venise FC |
| Italie espoirs | 18 novembre 2020 | Pise               | Suède      | 4 – 1    | 58 min  | Éliminatoires de l'Euro espoirs 2021 | 1    | 0      | Non       | Venise FC |